# Alachadzy
Alachadzy nebo Alahadzy (abchazsky Алаҳаӡы, rusky Алахадзы, gruzínsky ალახაძი) je vesnice v Abcházii v Okresu Gagra na pobřeží Černého moře. Leží přibližně 5 km jižně od okresního města Gagra. Obec sousedí na severu s Psacharou a s Bzybtou, na jihovýchodě s Ldzaa a na jihu s Picundou. Východní hranici obce tvoří řeka Bzyb a odděluje obec od Ldzaa a Picundy. Kolem obce ze severní strany vede silnice spojující Rusko se Suchumí a nachází se zde i železniční zastávka.

## Vesnický okrsek Alachadzy
Alachadzy je vesnické správní centrum s oficiálním názvem Vesnický okrsek Alachadzy (rusky Алахадзская сельская администрация, abchazsky Алаҳаӡы ақыҭа ахадара). Za časů Sovětského svazu se okrsek jmenoval Alachadzyjský selsovět (Алахадзский сельсовет). Součástí vesnického okrsku Alachadzy jsou následující části:
- Alachadzy / Alahadzy (Алаҳаӡы)

Vesnický okrsek Alachadzy

- Citrusový sovchoz / Citrusovyj sovchoz (Ацитрус Совхоз) – rusky Цитрусовый Совхоз

## Etymologie
Název Alahadzy v abcházštině znamená doslova Fíkový pramen (Алаҳа – Fík; Аӡыхь – Pramen).

## Historie
V antice bylo Alachadzy a okolí významným náboženským centrem celé západní Abcházie. Pradávní Abchazové žijící v údolí okolo řeky Bzyb chodívali k posvátnému fíkovníku nedaleko současné obce, aby zde vykonávali obětiny a obřady za déšť, úrodu nebo zdraví. Takto získala obec svůj název. V raném středověku se Abcházie dostala pod byzantský vliv a bylo zde přijato křesťanství. V Alachadzy byla v 6. století vybudována velká bazilika, jež se dochovala až do současnosti. V dalších staletích byly v Alachadzy zřízena pobočky italských obchodních společností z Janovské a Benátské republiky, které zde fungovaly až do novověku, kdy Abcházii ovládla Osmanská říše. V 19. století byla celá oblast v okolí dolního toku řeky Bzyb majetkem šlechtického rodu Inal-Ipa.
Alachadzy se v roce 1901 stalo novým domovem pro bohatého jaroslavského obchodníka a podnikatele Nikolaje Vasiljeviče Igumnova, jenž sem byl z Ruska vypovězen, neboť rozhněval cara Mikuláše II. za to, že uspořádal ve svém moskevském domě ples, přičemž hosté tančili na podlaze posypané zlatými mincemi s vyobrazenou podobiznou cara. Vyhnán z Moskvy byl doživotně a okamžitě, a tak dostal příkazem z carské kanceláře ubytovat se na své kavkazské chatě v Alachadzy. Igumnov zde po svém příjezdu nakoupil 600 akrů pozemků na pobřeží, pozoroval zdejší klima a vysušil zdejší bažinu výsadbou lesa blahovičníku a tisovce dvouřadého, jež z půdy čerpají hodně vody. Dále vybudoval malou továrnu na výrobu rybích konzerv a pro sebe malý palác.
V roce 1915 začali do Abcházie pronikat Arméni, prchající před genocidou z Osmanské říše a v Alachadzy jim byly vyčleněny velký kus úrodné země a finanční pomoc. Potomci těchto uprchlíků zde žijí i v současnosti. Jakmile Abcházii ovládli na začátku 20. let 20. století bolševici, odmítl Igumnov emigrovat do Francie za svou rodinou a předal své farmy státu. Pokračoval zde v práci agronoma pro Sovchoz III. internacionály. V roce 1924 zemřel a byl pohřben skromně ve svém tisovcovém lese. Ačkoliv se poté vládnoucí komunistická moc zdráhala vyzdvihovat Igumnovy zásluhy na místním rozvoji i na rozvoji v sousední Picundě, pamatují si ho místní obyvatelé i v současnosti a spolumajitelka hotelu Borový les (Сосновая роща) dala opravit jeho hrob.
Jinak zde byla v průběhu Velké říjnové revoluce 20. letech situace docela bouřlivá, stávkovalo se tu v místních podnicích i na farmách a panovalo tu mezi rolnictvem všeobecné napětí. Po nastolení bolševické moci byly největší farmy znárodněny a zreorganizovány v sovchozy III. internacionály a Citrusovyj. Zemědělská výroba se zde přeorientovala na subtropické plodiny jako chinovník, voňatka, čirok, tungovník, korymbie citroníková, tabák, atd. Citrusovyj sovchoz byl ekonomicky velmi úspěšný, s diverzifikovanou výsadbou, a patřil k nejúspěšnějším podnikům někdejší Gruzínské SSR. Obec Alachadzy tak patřila až do války v Abcházii k nejbohatším v celé západní Gruzii.
Po skončení války, kdy uprchlo gruzínské obyvatelstvo, se zdejší zemědělský podnik dokázal obnovit a na pozemcích Igumnova i rodu Inal-Ipa pokračuje produkce citrusového ovoce, dále kiwi, bobkový list, vavřín, blahovičník a mnoho dalších druhů ovoce.

## Obyvatelstvo
Dle nejnovějšího sčítání lidu z roku 2011 je počet obyvatel vesnického okrsku 2876 a jejich složení je následovné:
- 1308 Arménů (45,5 %)
- 894 Abchazů (31,1 %)
- 376 Rusů (13,1 %)
- 185 Gruzínců (6,4 %)
- 33 Ukrajinců (1,1 %)
- 14 Pontských Řeků (0,5 %)
- 66 příslušníků ostatních národností (2,3 %)

V roce 1989, před válkou v Abcházii žilo v Alachadzy, potažmo v celém Alachadzyjském selsovětu 4277 obyvatel.
V roce 1959 žilo v tomto selsovětu 2874 obyvatel.